# Penicillium camemberti

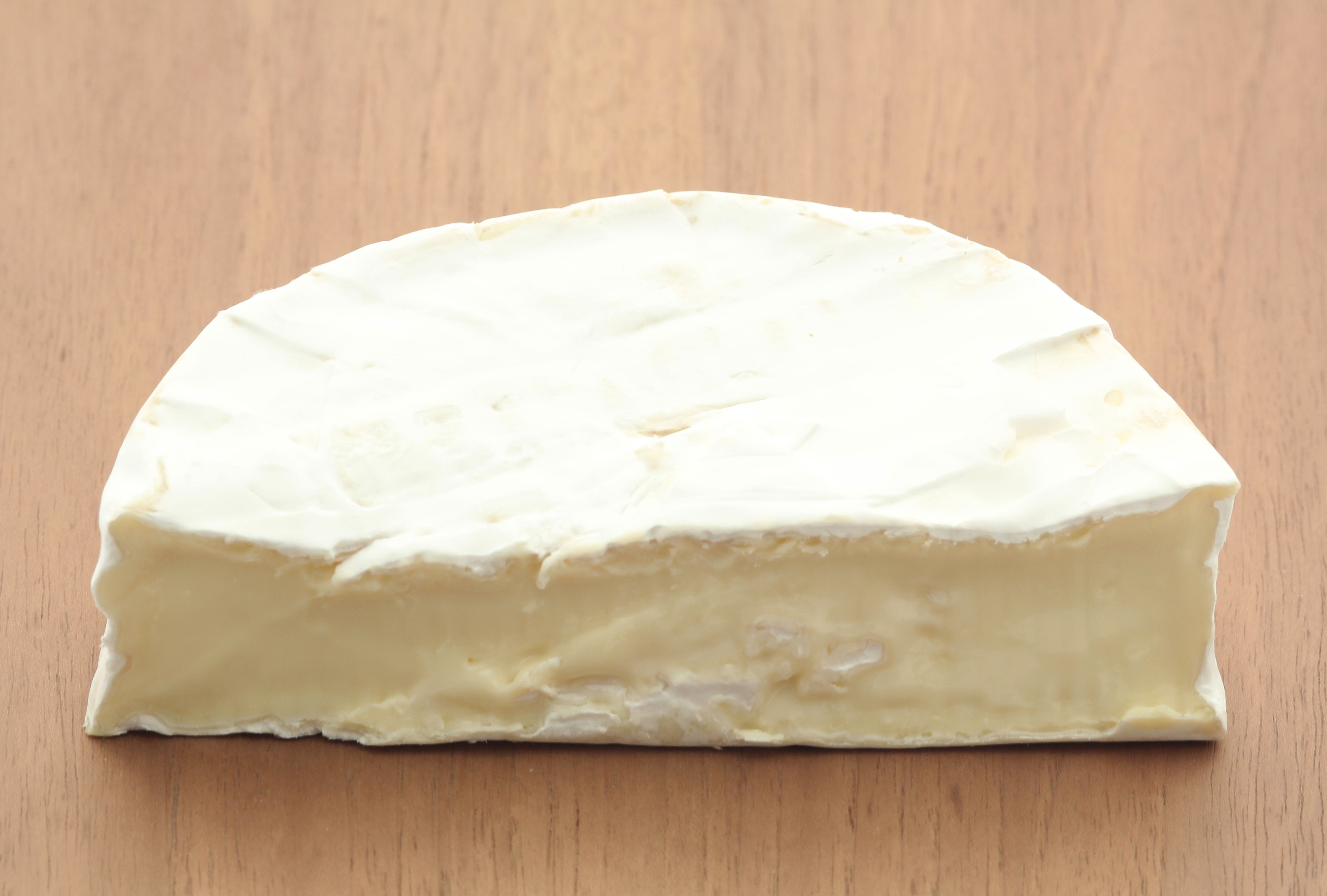
Ser Camembert

Penicillium camemberti Thom – gatunek grzybów z klasy Eurotiomycetes. Grzyb mikroskopijny.

## Systematyka i nazewnictwo
Pozycja w klasyfikacji według Index Fungorum: Penicillium, Aspergillaceae, Eurotiales, Eurotiomycetidae, Eurotiomycetes, Pezizomycotina, Ascomycota, Fungi.
Po raz pierwszy opisał go w 1906 r. Charles Thom w serze Camembert w USA. Jest lektotyp. Synonimy:
- Penicillium biforme Thom 1910
- Penicillium camemberti var. rogeri Thom 1910
- Penicillium candidum Link 1809
- Penicillium caseicola Bainier 1907

## Morfologia
Grzyb strzępkowy. Znane jest jego występowanie niemal na całym świecie, także w Polsce. Penicillusy 3–4-dzielne w postaci koremium lub wiązki, czasami tworzące nieregularne struktury. Konidia gładkie, kuliste lub prawie kuliste, 3,5–5 × 3,3–4,5 µm. Fialidy cylindryczne z długą szeroką główką, 10–13 × 2,5–3 µm. Metule cylindryczne 7,5–12 × 2,5–3,5 µm. Ramiona cylindryczne, 15–25 × 3–4 µm. Trzonki 200–500 × 3–4 µm. Nie tworzy sklerocjów.
Kolonia na CYA kłaczkowata, biała lub rzadko szarozielona, bez wysięku lub w postaci kilka kropel (na podłożu CREA często duże fioletowe krople). Rewers na CYA blady, kremowy lub żółtawy, na podłożu TAK kremowożółty. Na kreatynie wzrost bardzo dobry. Średnica kolonii po 1 tygodniu w temperaturze 25 °C na CYA: 19–27 mm, na CREA 9–17 mm. Do cech diagnostycznych należą: wytwarzanie kwasu cyklopiazonowego, białe, kłaczkowate kolonie, słaba sporulacja.

## Zastosowanie
Penicillium camemberti powstał około 1900 roku w wyniku sztucznej selekcji Penicillium commune. Jest stosowany w produkcji serów Camembert, Brie, Langres, Coulommiers i Cambozola, na których kolonie P. camemberti tworzą twardą, białą skórkę. Jest on odpowiedzialny za nadawanie tym serom charakterystycznego smaku. Drobną mgiełkę zarodników Penicillium camemberti rozpyla się na powierzchni młodego twarogu, co po inkubacji nadaje serowi cienką białoszarą skórkę.
W 2014 r. dokonano pełnej sekwencji jego genomu. Jest dobrym obiektem do eksperymentów i testów, ponieważ dobrze rozwija się w sztucznych warunkach, tworzy gęste, enzymatyczne grzybnie i jest łatwo dostępny. P. camemberti ma również duże znaczenie ekonomiczne dla przemysłu serowarskiego.
Penicillium camemberti może być stosowany także do aromatyzowania innych produktów spożywczych, takich jak suche, fermentowane kiełbasy. José M. Bruna i jego zespół zauważyli, że smak pochodzi ze związków wytwarzanych przez grzyb, takich jak amoniak, metyloketony, alkohole pierwszorzędowe i drugorzędowe, estry i aldehydy, i postanowili powierzchniowo zaszczepić P. camemberti na suchych, fermentowanych kiełbasach, aby poprawić ich właściwości sensoryczne. P. camemberti promuje rozkład białek i lipidów, co skutkuje powstaniem wolnych aminokwasów, wolnych kwasów tłuszczowych i lotnych związków, które umożliwiają dojrzewanie smaku. Grzyb stworzył grzybnię, chroniącą lipidy wewnątrz, co pozwala na lepszy smak i zapach kiełbas.